# Солтык (герб)
Солтык  (пол. Sołtyk) — российский и польский дворянский герб.

## Описание
В правую сторону обращённый чёрный орел с короной на голове и поднятыми вверх крыльями. В правой лапе он держит меч, на который надета княжеская корона.

## Герб используют
Sołtyk